# Panowo (rejon wołogodzki)
Panowo (ros. Паново) – wieś w Rosji, w rejonie wołogodzkim obwodu wołogodzkiego. W 2010 r. liczyła 5 mieszkańców.